# 체액
체액(體液, body fluid)은 동물의 몸 안을 흐르는 액체이다. 건강하고 호리호리한 성인 남성 기준으로 총 체수분은 전체 몸무게의 약 60%(60-70%)를 차지한다. 여성의 경우 조금 더 낮다.(52~55%) 몸무게와 상대적인 정확한 유체 비율은 체지방의 비율과 반비례 관계이다. 호리호리한 70킬로그램 남성의 경우를 예로 들면 체내에 약 42(42~47)리터의 수분이 있다.
- 혈액과 혈장
- 림프액
- 방수액
- 뇌척수액
- 흉수
- 눈물
- 오줌
- 침
- 쓸개즙
- 양수
- 정액
- 조직액
- 질액

## 같이 보기
- 점액
- 체액 면역
- 사체액설